# شرکت پژوهشی آی‌بی‌ام

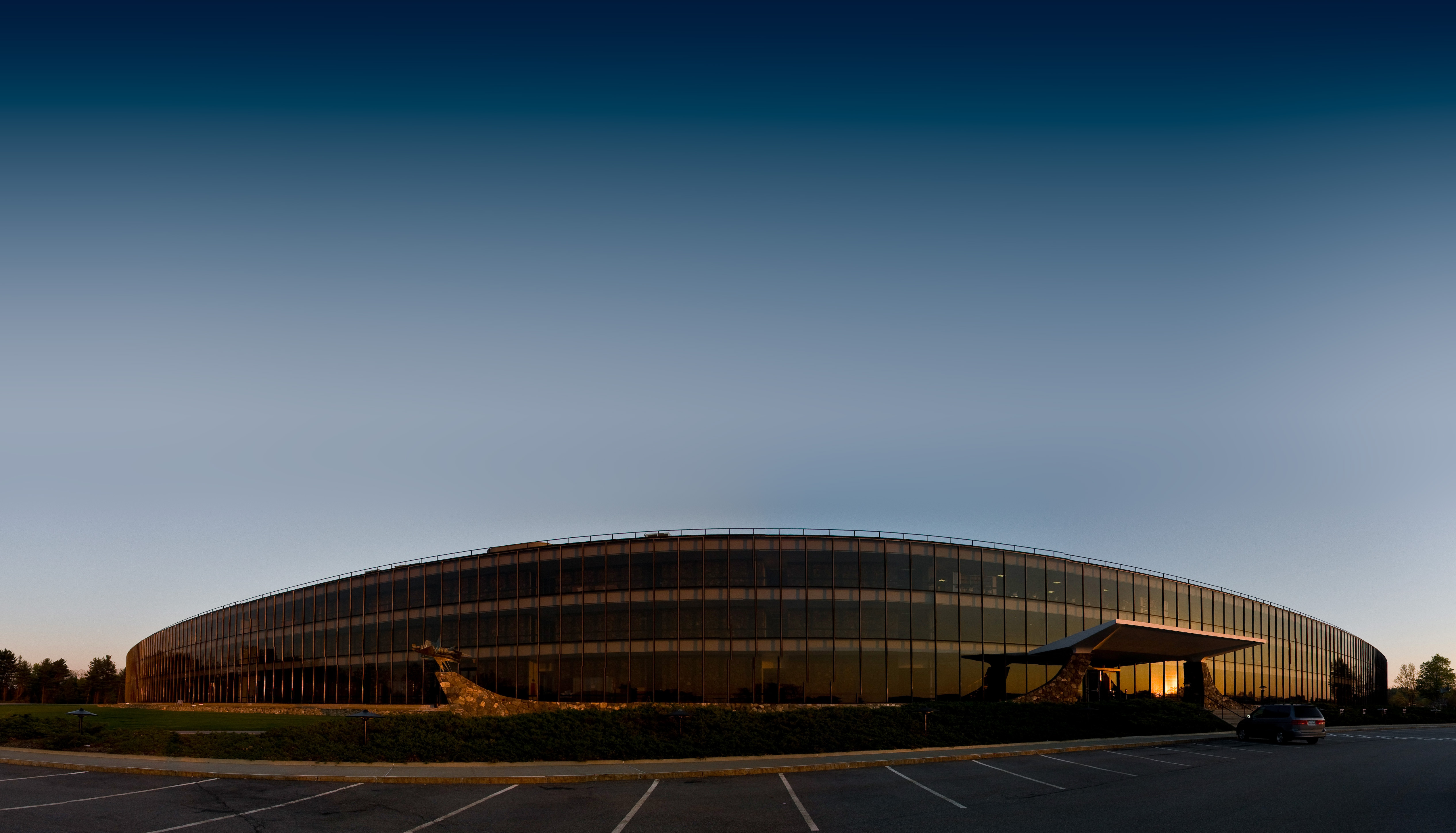
دفتر مرکزی شرکت پژوهشی آی‌بی‌ام IBM) Research) در مرکز پژوهشی توماس جی واتسونطراحی شده توسط ارو سارینن در یورک‌تاون هایتس، نیویورک قرار دارد.

شرکت پژوهشی آی‌بی‌ام (IBM Research) شاخه تحقیق و توسعه در IBM ، شرکت فناوری اطلاعات چند ملیتی آمریکایی است که مقر آن در آرمونک، نیویورک است و در بیش از ۱۷۰ کشور فعالیت دارد. این شرکت، بزرگترین سازمان پژوهش صنعتی در جهان بوده و دارای دوازده آزمایشگاه در شش قاره است.
کارمندان آی‌بی‌ام تاکنون شش جایزه نوبل، شش جایزه تورینگ، بیست هموندی تالار مشاهیر مخترعان ملی ایالات متحده، نوزده مدال ملی فناوری، پنج مدال ملی علم و سه جایزه کاولی کسب کرده‌اند. تا ۲۰۱۸، این شرکت به مدت سی‌و‌پنج‌ سال پشت‌سرهم، بیشترین اختراع ثبت‌شده را در ایالات متحده آمریکا داشته است.